# Sarinagara
Sarinagara est un roman de Philippe Forest publié le 20 août 2004 aux éditions Gallimard et ayant obtenu le prix Décembre la même année.

## Résumé
Sarinagara, qui signifie cependant, est le dernier vers d'un des plus célèbres poèmes de la littérature japonaise. Lorsqu'il l'écrit, Kobayashi Issa vient de perdre son unique enfant : oui, tout est néant, dit-il. Mais mystérieusement, Issa ajoute à son poème ce dernier mot dont il laisse la signification suspendue dans le vide.
L'énigme du mot sarinagara est l'objet du roman qui unit trois histoires : celles de Kobayashi Issa (1763-1827), le dernier des grands maîtres dans l'art du haïku, de Natsume Sôseki (1867-1916), l'inventeur du roman japonais moderne, et de Yōsuke Yamahata (1917-1966), qui fut le premier à photographier les victimes et les ruines de Nagasaki. Ces trois vies rêvées forment la matière dont un individu peut parfois espérer survivre à l'épreuve de la vérité la plus déchirante.
Loin des représentations habituelles du Japon, plus loin encore des discours actuels sur le deuil et sur l'art, dans la plus exacte fidélité à une expérience qui exige cependant d'être exprimée chaque fois de façon différente et nouvelle, le texte de Philippe Forest raconte comment se réalise un rêve d'enfant. Entraînant avec lui le lecteur de Paris à Kyoto puis de Tokyo à Kobe, lui faisant traverser le temps de l'existence et celui de l'Histoire, ce roman reconduit le rêveur vers le lieu, singulièrement situé de l'autre côté de la Terre, où se tient son souvenir le plus ancien : là où l'oubli abrite étrangement en lui la mémoire vivante du désir.

## Éditions
- Éditions Gallimard, coll. « Blanche », 2004  (ISBN 2070771970)[1]
- Éditions Gallimard, coll. « Folio » no 4361, 2006  (ISBN 9782070321087), 342 p.
- Éditions Hakusuisha, Sarinagara『さりながら』, traduit en japonais par Nao Sawada, 2008  (ISBN 9784560092156), 281 p.